# Ligne Lausanne – Bercher
La ligne Lausanne − Bercher est une ligne de chemin de fer à voie étroite du canton de Vaud (Suisse) qui relie la ville de Lausanne à la commune de Bercher via Échallens. Elle compte aujourd'hui 23,62 km, 10 haltes et 9 gares, dont celle de Lausanne-Flon au cœur de la ville de Lausanne.

## Histoire

### Construction et inauguration
À la suite de l'octroi d'une concession, en 1872 pour exploiter une ligne de chemin de fer entre Lausanne et Échallens, la compagnie Lausanne – Échallens (L-E), nouvellement formée, commence les travaux de construction de la ligne en automne de cette même année.
Ainsi, le 31 juillet 1873 à la suite du bon avancement des travaux, la voie est déjà posée sur une longueur de 4 290 m, dont 2 400 m sont ballastés.
L'élargissement de la route cantonale demandé par le Grand Conseil est réalisé sur 620 m. Les frais totaux de construction à la date du 30 juin 1875 atteignent un montant de 1 134 479,24 CHF.
La ligne a une longueur totale de 14 217 m et la rampe la plus forte est de 40 ‰. Le rayon minimum des courbes en pleine voie est de 100 mètres.
Le tronçon Chauderon − Cheseaux est inauguré le 5 novembre 1873 et le tronçon suivant : Cheseaux − Échallens le 2 juin 1874.
À l'origine, la ligne Lausanne − Échallens comportait les gares et stations de Lausanne-Chauderon, Prilly-Chasseur, Jouxtens-Cery, Romanel − La Naz, Cheseaux, Étagnières, Assens et Échallens. La gare de Jouxtens-Cery était, quant à elle, située entre les gares actuelles de Cery − Fleur-de-Lys et de Jouxtens-Mézery.
Lors des huit premiers mois d'exploitation, un sapeur, surnommé le nègre fédéral, devait marcher en avant-coureur devant le train entre Lausanne-Chauderon et Montétan en criant à tue-tête : « Gare, voici le danger! ».
La construction du tronçon Échallens − Bercher, débute le 7 mai 1888 à la suite de l'octroi d'une concession à la compagnie du Central-Vaudois 2 ans auparavant, le 2 juillet 1886 précisément.
Les travaux dureront jusqu'au 19 novembre 1889. La ligne sera inaugurée le 23 novembre 1889 et la mise en service commercial effectuée le lendemain.
À l'origine, ce tronçon comportait les gares de Sugnens, Fey et Bercher.

### Tronçon commun LE et TL
Le 11 octobre 1897 un contrat est conclu entre la municipalité de la ville de Lausanne, la compagnie du Lausanne − Échallens (LE) et les Tramways lausannois (TL) concernant l'utilisation commune de la gare de Chauderon ainsi que du tronçon Chauderon − Montétan, soit du point kilométrique 0,00 au point 1,00 de la ligne. Cela a imposé à la compagnie du LE de faire modifier le bandage des roues de tous ses véhicules à cause du remplacement des rails de type Vignole, en rails à gorge.
Pour assurer le passage dans ce tronçon, un disque devait être emporté à l'entrée et déposé à la sortie du tronçon, signalant ainsi que la section était libre ou non.
Ce tronçon sera exploité en commun par les deux compagnies jusqu'en 1961, date à laquelle, les TL arrêtent l'exploitation par tramway de la ligne de Prilly.

### Gares et stations
À la suite de la mise en service et tout au long des années d'exploitation, la ligne Lausanne - Bercher va comporter d'autres stations.
En 1912, à la suite du déplacement de l'Hospice de l'Enfance dans le quartier de Montétan, apparaît la halte de Montétan.
À la suite de l'électrification de la ligne, de nouvelles stations sont créées et mises en service. En 1935, ce sont les stations de Union-Prilly et Cery − Fleur-de-Lys ; en 1936, c'est au tour de Vernand-Camarès et en 1946 c'est la halte de Sur Roche qui est construite. En 1964, pour rendre plus commode l'accès au train aux habitants de Mézery, la station Le Lussex est bâtie.
En 1977, à la suite des développements des quartiers nord d'Échallens et surtout pour transporter les écoliers vers l'établissement secondaire des Trois-Sapins, la halte du Grésaley est mise en service.
En 1984, la compagnie met en service la halte de Bel-Air à la suite du réaménagement du carrefour entre le chemin de Praz-Lau et la route de Neuchâtel.
À la suite de la décision prise en 1991 de prolonger la ligne jusqu'au Flon, la gare de Lausanne-Chauderon est déplacée de 350 m en direction du centre ville et devient souterraine. Elle est inaugurée le 28 mai 1995. En 1999, pour répondre à l’agrandissement du quartier résidentiel Champ-Pamont de Cheseaux-sur-Lausanne, la halte Les Ripes est mise en service le 31 mai. Finalement, dernière arrivée, le 28 mai 2000, le LEB rejoint enfin la gare de Lausanne-Flon, 127 ans après que cela a été projeté.
Le point kilométrique de la nouvelle gare de Lausanne-Chauderon ainsi que celle de Lausanne-Flon sont comptés négativement. Cela afin de conserver la numérotation utilisée sur le reste de la ligne. Ainsi, celui de Lausanne-Chauderon est -0,35 et celui de Lausanne-Flon est -0,80.

### Électrification
Plusieurs études d'électrification de la ligne sont menées dès 1896, date à laquelle les tramways lausannois circulent.
À l'aube du XXe siècle, pour les machines électriques destinées à la traction, l'industrie maîtrise mieux la commande des moteurs à collecteurs avec excitation série ou shunt. C'est pourquoi on cherche à électrifier ces moteurs avec un courant dont la fréquence est la plus faible possible. C'est donc naturellement que les différentes études d'électrifications se tournent vers des solutions à courant continu.
Les premières études prévoient l'utilisation d'une tension comprise entre 600 et 750 V. La société Brown, Boveri & Cie propose, quant à elle, une solution avec une ligne à courant continu alimentée sous une tension de 2 600 V.
La compagnie étudiera aussi les alternatives avec une traction diesel-électrique, moins chères. L'acquisition de deux fourgons d'une puissance de 242,7 kW ou 330 PS est même envisagée, pour une somme de 400 000,00 CHF. Cette option sera annulée faute de budget.
La solution électrique reste la plus convaincante et finalement sera retenue en 1934 avec une ligne à courant continu alimentée sous une tension de 1 500 V.
Les travaux d'électrification de la ligne seront menés durant toute l'année 1935. Le premier tronçon, jusqu'au point kilométrique 1,00 est déjà électrifié, par les tramways lausannois, avec une source à courant continu d'une tension de 650 V. Le reste de la ligne est alimenté par les forces de Joux.
Comme la tension n'est pas la même, les premières motrices disposent d'un système de couplage série/parallèle, qui permet de rouler sans trop de perte de puissance sur le tronçon commun. La tension de 1 500 V par contre, empêche aux motrices des TL de rouler sur la ligne propre au LEB.
Le tronçon est commun jusqu'au point kilométrique 2,60. La ligne de contact est de type tramway, soit un câble attaché à des poteaux par des isolateurs. Après ce point, la ligne de contact est de type simple, soit une caténaire avec un câble de contact relié par des shunts à un câble porteur, le tout en cuivre.
En tout ce sont 46,5 t de cuivre qui sont utilisés. 303 poteaux en fer sont posés jusqu'à Échallens. Puis, d'Échallens à Bercher, 204 poteaux en bois portent la caténaire.
Les premières sous-stations sont équipées de redresseurs à vapeur de mercure. Par la suite, ce seront des convertisseurs AC/DC à semi-conducteurs qui seront utilisés.
La première automotrice électrique circule sur la ligne le 7 décembre 1935.
En 1969, la sous-station de Vernand-Camarès est remplacée, capable de fournir une puissance de 1,1 MW. En 1983, la compagnie prévoit d'installer une sous-station à Prilly-Chasseur pour permettre une meilleure utilisation des motrices sur toute la ligne. Cette dernière sera mise en service après avoir augmenté sa puissance de 60 % le 1er décembre 1986 en même temps qu'une nouvelle sous-station à Échallens. En 1995, une nouvelle sous-station vient renforcer la distribution d'électricité dans la nouvelle gare de Chauderon. Le nombre de sous-stations sur la ligne est alors de quatre sur la ligne : Lausanne-Chauderon, Prilly-Chasseur, Vernand-Camarès et Échallens.

### Travaux et réfections

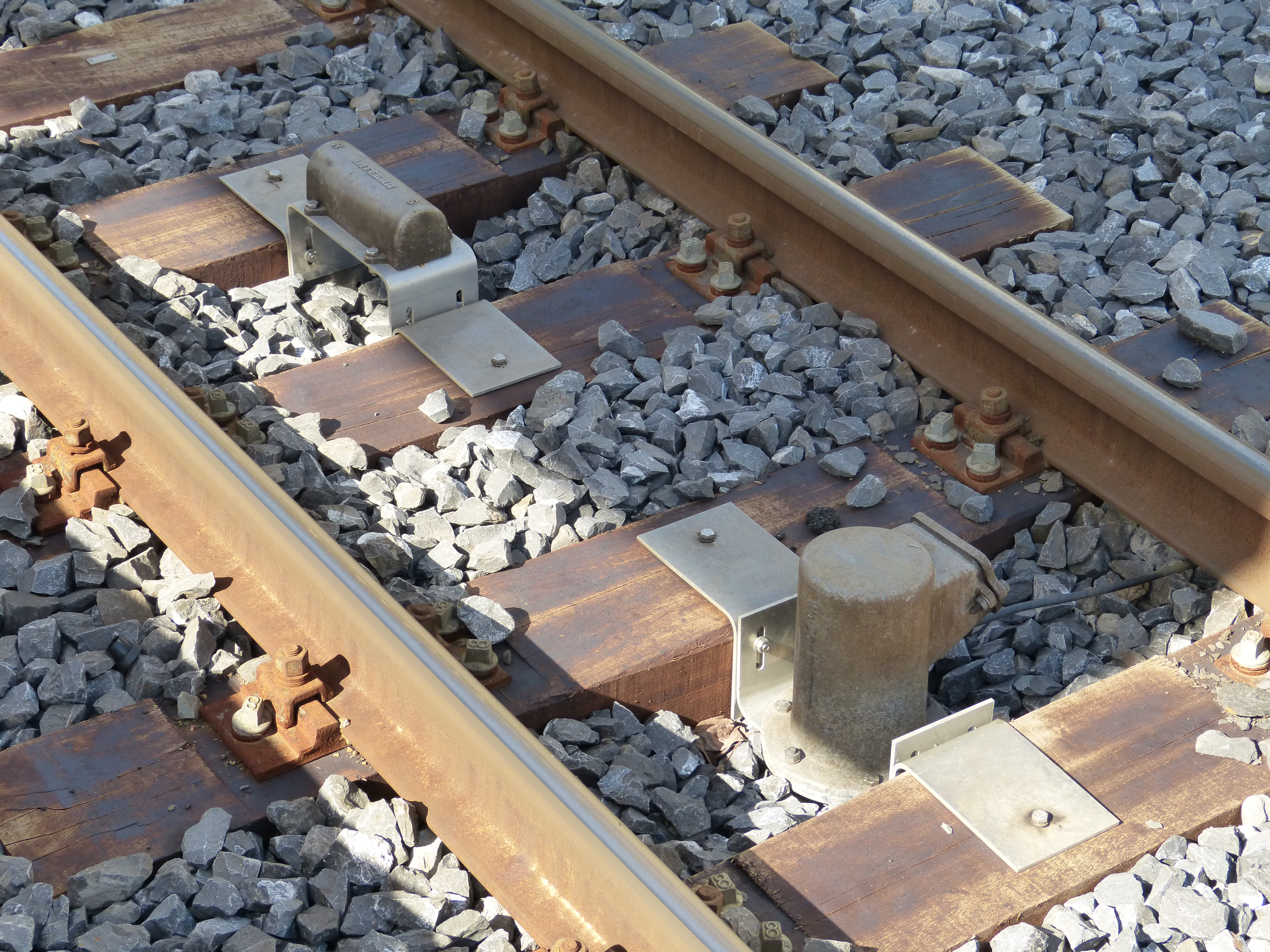
Balise Integra à la gare d'Union-Prilly.

En 1937, la voie est refaite depuis la halte de Montétan jusqu'à la limite de la commune de Lausanne. On utilise des rails à gorge de 50 kg/m posés sur du béton.
En 1962, entre Assens et Échallens les traverses en bois sont remplacées par des traverses en béton sur 1 km pour permettre aux trains d'atteindre la vitesse de 75 km/h sur ce tronçon.
Une année plus tard, à la suite de l'arrêt de l'exploitation des tramways par les TL, le LEB rachète une partie de leur matériel dont notamment des rails de 30,1 kg/m qu'ils posent sur le pont franchissant la nouvelle autoroute entre Jouxtens et Le Lussex. Les frais sont pris en charge par le bureau de l'autoroute.
En 1971, la compagnie installe une liaison radio analogique sur l'intégralité de la ligne pour permettre aux mécaniciens de locomotives, aux agents de gare et au personnel travaillant sur la ligne de communiquer ensemble.
Avec l'arrivée des rames RBe 4/8 en 2010, pour un budget de 680 000 CHF, la compagnie remplace son système de radio analogique, par un système de radio numérique, dont la fréquence est comprise entre 410 et 430 MHz et compatible avec la norme TETRA.
De 1981 à 1986, la compagnie installe progressivement des systèmes d'arrêt automatique des trains de type Integra-Signum, notamment aux abords des passages à niveaux,.
Les rails d'origine de 25 kg/m sont peu à peu remplacés. En 1989, une voie sans issue est posée à la gare de Jouxtens-Mézery en rails de 46 kg/m. L'année suivante, du 24 septembre au 5 octobre, lors d'un cours de répétition du détachement 14 des forces du chemin de fer de l'armée suisse, entre Assens et Échallens, au point kilométrique 11,60, 800 m de voies sont remplacés avec des rails de 46 kg/m.
À partir de 1997, à cause d'une circulation dense, la commune de Cheseaux décide de créer un contournement du centre du bourg. Cela implique de déplacer la voie entre la halte de Bel-Air et la gare.
Ainsi, entre ces deux stations, tous les passages à niveaux sont supprimés. Un pont passant par-dessus la Mèbre, et la route cantonale au point kilométrique 7,155 puis un second passant au-dessus de la route de Lausanne au point kilométrique 8,156 sont construits. Le passage à niveau pour piétons est remplacé par un passage sous-voies. Là aussi, des rails de 46 kg/m sont posés. Tous ces travaux sont achevés le 20 avril 2001.
Les rails de 46 kg/m deviennent la norme. En 2002 1 km de voie entre Jouxtens et Le Lussex sont remplacés avec ce type de rail. Puis ce sont 800 m entre Union-Prilly et Prilly-Chasseur qui sont remplacés en 2003 et l'année d'après 900 m depuis la halte du Grésaley en direction de la gare de Sugnens.
En 2006 ce sont 684 m de voies qui sont remplacés à Sugnens. Deux ans après, deux sections sont également remplacées, toujours avec des rails de 46 kg/m, au sud d'Étagnières.
Finalement, le petit abri est lui aussi démoli pour reconstruire une gare au style architectural moderne. Aussi, le 20 juin 2002, la nouvelle gare est inaugurée[Où ?].
Lors de l'été 2012, la compagnie concentre sur les mois de juillet et août des travaux de réfection de la ligne entre les gares de Bercher et Fey ainsi que la pose des aiguilles pour la future gare d'Union-Prilly.
Pour le premier chantier, celui de Bercher, 756 m de voies ont été remplacées. Les anciens rails dataient de 1965. Les quais de la gare de Bercher ont été allongés de 46 m et le parking-relais de la gare agrandi.
Pour le second chantier, celui de Prilly, les travaux ont été menés en sorte de minimiser l'interruption du trafic ferroviaire . Cela s'est néanmoins produit à deux reprises pour poser les aiguilles de la future gare.
En effet, la halte d'Union-Prilly devient une gare avec un point de croisement pour les trains prévus pour la mise en service du nouvel horaire, le 9 décembre 2012. Toutefois, bien que la gare soit prête le 9 décembre, les éléments de sécurité et de signalisation ne sont pas homologués, ce qui repousse l'introduction du nouvel horaire.
En décembre 2014, l'OFT fait part de sa décision de supprimer le passage à niveau non gardé juxtaposé à la station de Cery-Fleur-de-Lys, elle-même approuvée par les autorités du canton de Vaud, mais pas par celles de la commune de Prilly qui aurait préféré avoir un passage à niveau gardé avec barrières. Le tracé de la ligne sera déplacé un peu plus au sud, traversant le bosquet sur le ruisseau de Broye pour rejoindre la gare de Jouxtens-Mézery. La route de Neuchâtel sera, quant à elle déplacée un peu plus au nord et celle provenant de la Fleur-de-Lys cessera de monter en direction de la halte mais longera le ruisseau et passera sous la voie de chemin de fer.
Le lundi 12 janvier 2015, peu avant 12 h, des ouvriers posent des barrières pour fermer la route donnant sur le passage à niveau non gardé. Il est alors définitivement fermé. Cet évènement marque le début des travaux de sécurisation et de correction de la voie. Le nouveau tracé comprend un pont de 47 m de long passant par-dessus la route de Jouxtens et le ruisseau de Broye qui sera pleinement remis à ciel ouvert sur cette portion. La part des coûts revenant à la commune de Prilly se chiffre à 2 700 000 CHF.
Le jeudi 30 avril 2015 a lieu la pose de la première pierre du viaduc. À cette occasion, la conseillère d'État Nuria Gorrite, dans son allocution, fait part de sa volonté de transformer la ligne pour faire de ce chemin de fer un véritable réseau express régional. Pour cela, la Confédération et le Canton vont investir plus de 300 millions de francs dans les infrastructures et le matériel roulant de la ligne dans le cadre du programme Horizon 2020. Au même moment, la halte de Cery − Fleur-de-Lys subit aussi des travaux d'élévation et d'allongement de son quai. Du 15 avril au 15 mai 2015, dans le cadre d'une mise à l'enquête des gabarits ont été posés entre Les Ripes et l'entrée du village d'Étagnières afin de créer 900 m de double voie pour un croisement volant permettant aux trains de se croiser sans s'arrêter,. La route d'accès à la zone industrielle des Ripes attenante à la ligne sera fermée et un nouvel accès sera créé afin de supprimer le passage à niveau des Ripes. Le coût de ce chantier est de 22 millions de francs. Néanmoins, les travaux sont retardés en raison de la loi fédérale sur l'aménagement du territoire qui exige que les surfaces d'assolement prises pour la construction de cet évitement soient redistribuée ailleurs sur le territoire communal. La commune d'Étagnières ne possède pas d'autre endroit où affecter des terrains en surfaces agricoles et cela bloque temporairement le projet,.
Durant l'été 2015, du 3 au 23 août, les travaux de construction du viaduc de Cery sont intenses et le trafic ferroviaire est interrompu entre la halte de Prilly-Chasseur et la gare de Romanel-sur-Lausanne,. Une deuxième interruption de la circulation ferroviaire sur le même tronçon a lieu durant les vacances scolaires du mois d'octobre 2015. Le viaduc est inauguré et mis en service le 26 octobre 2015 dès la réouverture de la ligne.

### Disparition de la ligne
À la mi-octobre 2012, dans le cadre du projet Réforme des chemins de fer 2, l'Office fédéral des transports promulgue une nouvelle ordonnance menaçant de faire disparaître les lignes régionales de suisse n'atteignant pas un taux de couverture supérieur ou égal à 50 %,,,. Parmi ces 175 lignes se trouve la ligne Lausanne − Bercher. Néanmoins, selon Le Régional, le ton se veut moins alarmant. En effet, il rapporte les propos de F. Pictet, porte-parole de l'OFT :

« On ne peut souvent pas prendre la rentabilité comme critère unique. »

— F. Pictet, porte-parole de l'OFT

### Autre projet
À la fin du XIXe siècle, le géomètre Louis Gudit propose de relier la ligne Lausanne − Échallens à celle de Morges à Bière en créant un tronçon Lausanne − Morges, partant de la gare de Morges pour rejoindre celle de Chauderon, ceci dans le but d'apporter un développement considérable à la voie métrique tant pour le transport de voyageurs que de marchandises.
Le tronçon décrit part de Morges et suit la ligne à voie normale jusqu'au Pâquis. De là, il part au sud pour rejoindre la route de Lausanne et dessert les communes de Lonay, Préverenges, Saint-Sulpice, Écublens puis arrive à Dorigny.
Cette ligne emprunte ensuite le trajet de l'actuel M1 jusqu'à Malley et rejoint Chauderon via Prélaz et l'avenue de Morges. Ce projet a été proposé en mai 1898 mais n'a jamais été réalisé.

## Description de la ligne
La ligne, ou tronçon, dont le numéro d'identification est 101 est exploitée par la compagnie du chemin de fer Lausanne-Échallens-Bercher. Avant 1982, la ligne était identifiée par le numéro 5.
Cette ligne part de la gare de Lausanne-Flon qui se trouve à une altitude de 472 m et rallie celle de Bercher à une altitude de 625 m pour une distance totale de 23,62 km.
Électrifiée en 1 500 V courant continu depuis 1935, elle est en voie double sur une distance de 2 km entre les gares de Lausanne-Flon et Union-Prilly. Le reste de la ligne est à voie unique. Il est toutefois possible de croiser des trains en six points aux gares et stations de Jouxtens, Romanel, Cheseaux, Assens, Échallens et Sugnens. L'altitude la plus élevée est de 652 m à la hauteur du Châtelard sur le territoire de la commune de Fey.

### Tracé
Partant de la gare de Lausanne-Flon, les premiers 2 km de la ligne, incluant la gare actuelle de Lausanne-Chauderon, sont entièrement souterrains jusqu'à la gare d'Union-Prilly.
Il s'agit du plus long tunnel de la ligne, en fait le seul. La ligne passe cependant sous un petit pont routier à la sortie de la gare d'Échallens en direction de la halte de Sur Roche. Depuis la gare d'Union-Prilly jusqu'à la sortie du village d'Étagnières, la ligne longe la route cantonale. Elle se trouve toujours à gauche de la route cantonale, sauf entre la gare de Cheseaux et la halte d'Étagnières où elle se trouve à droite de la route.
Les rails sont posés sur des traverses et du ballast comme pour les voies de chemin de fer conventionnelles.
Dès Assens et jusqu'au terminus de la ligne à la gare de Bercher la ligne prend son propre itinéraire. La volonté que le tracé de la ligne suive la route cantonale a été motivé dès le début de la compagnie pour des raisons techniques et financières notamment.
Grâce au peu de courbes de petits rayons, la ligne dispose d'une géométrie avantageuse Le rayon minimum des courbes est de 100 m.

#### Avenue d'Échallens
| \| Accident du 3 mai 1993 · Accident du 20 mars 2007 · Accident du 13 janvier 2010 · Accident du 22 août 2010 · Accident du 17 avril 2013 · Accident du 18 juin 2013 · Accident du 5 août 2013 · Accident du 4 septembre 2013 · Accident du 18 octobre 2013 · Accident du 3 novembre 2013 · Accident du 13 février 2015 · Accident du 4 septembre 2015 · Accident du 15 septembre 2015 · Accident du 23 novembre 2015 · Accident du 11 janvier 2016 · Accident du 14 septembre 2016 · Accident du 13 décembre 2016 · Accident du 6 avril 2017 · Accident du 21 juin 2017 \| Localisation des accidents sur le tronçon de l'avenue d'Échallens. · Accidents non mortels · Accidents mortels |
| Accident du 3 mai 1993 · Accident du 20 mars 2007 · Accident du 13 janvier 2010 · Accident du 22 août 2010 · Accident du 17 avril 2013 · Accident du 18 juin 2013 · Accident du 5 août 2013 · Accident du 4 septembre 2013 · Accident du 18 octobre 2013 · Accident du 3 novembre 2013 · Accident du 13 février 2015 · Accident du 4 septembre 2015 · Accident du 15 septembre 2015 · Accident du 23 novembre 2015 · Accident du 11 janvier 2016 · Accident du 14 septembre 2016 · Accident du 13 décembre 2016 · Accident du 6 avril 2017 · Accident du 21 juin 2017 |

Depuis la sortie de la trémie de Chauderon jusqu'à la halte de Montétan, la voie sur cette section longue de 610 m était encastrée dans la chaussée et le train ne circulait donc pas en site propre. Cela avait pour conséquence d'être une zone relativement accidentogène. La liste ci-dessous recense de façon non exhaustive quelques-uns des accidents ayant eu un écho dans la presse.
Le 3 mai 1993 vers 13 h 45, deux filles âgées de 12 ans traversent l'avenue d'Échallens en s'assurant qu'aucune voiture n'arrive depuis la droite, mais sans regarder à gauche en direction du train. Elles sont frappées par l'automotrice Be 4/8 35 causant des blessures au visage et un traumatisme cranio-cérébral.
En 2004, un homme traverse devant le train et est happé et mortellement blessé.
La même année un motard effectuant une manœuvre de dépassement dangereuse est frappé mortellement, lui aussi, par le train.
Le 20 mars 2007 vers 12 h 6, un piéton voulant traverser la voie au point kilométrique 1,36 de la ligne, malgré l'avertissement sonore du train par le mécanicien, est heurté par un train régional formé des automotrices Be 4/8 35 et 36 couplées en unité multiple et, grièvement blessé, est emmené à l'hôpital.
Le 13 janvier 2010 vers 12 h 40, une piétonne est heurtée à la hauteur de l'arrêt de bus Saint-Paul par une composition régionale roulant en direction de Prilly,.
Le 22 août 2010 vers minuit, une voiture est frappée par l'automotrice Be 4/8 33 après avoir refusé d'accorder la priorité au train. Personne n'est blessé.
Le 17 avril 2013 vers 16 h 30, un piéton voulant traverser hors des passages piétons est heurté à la tête par l'automotrice RBe 4/8 46. Toujours conscient après le choc, il est hospitalisé.
Le 18 juin 2013 vers 19 h 40, vers le passage piétons à la hauteur du no 121 de l'avenue d'Échallens, un piéton est blessé par le train. Il reste coincé sous la rame pendant près d'un quart d'heure.
Le 5 août 2013, à la hauteur du no 70 de l'avenue d'Échallens, un automobiliste circulant dans une Volkswagen Polo en direction de Prilly s'est engagé sur l'avenue Recordon malgré l'interdiction de tourner à gauche. La voiture est percutée par une rame automotrice de type RBe 4/8, qui circule sur ce tronçon au même instant, et poussée sur plusieurs mètres. L'accident ne fait pas de blessés mais entraîne une interruption du trafic de 15 h 40 à 16 h 50 environ,.
Le 4 septembre de la même année, pratiquement au même endroit, vers 19 h, une voiture est heurtée par le train pour les mêmes raisons et dans des circonstances très similaires. Le trafic est rétabli aux alentours de 21 h. L'accident ne fait pas de blessés.
Le 18 octobre 2013, vers 12 h 2, l'automotrice Be 4/8 32 circulant en direction d'Échallens sort de la trémie de Chauderon. Un bus des TL est déporté pour permettre au train de passer, mais masque partiellement la vue du passage pour piétons situé au PK 0,540. Une femme regardant le sol s'engage lentement sur le passage pour piéton. Encore situé à 14 m de là, le mécanicien aperçoit tardivement la femme. Il donne alors un coup de sifflet et actionne le frein d'urgence. La femme ne réagit pas au coup de sifflet et continue de traverser. Or le rapport de freinage de la composition, qui roule à une vitesse de 30 km/h sur un tronçon limité à 40 km/h, est de 105 %. Cela implique une distance de freinage de 35 m. Les sabots magnétiques sont activés lors du freinage d'urgence, ce qui réduit de 9 m la distance de freinage, la portant à 26 m, ce qui est toujours supérieur à 14 m. La collision est inévitable. La femme est happée sur le passage pour piétons et traînée sur 12 m, provoquant son décès. Le trafic est interrompu entre la gare du Flon et la halte de Montétan jusqu'aux alentours de 15 h,.
Le 2 novembre 2013, peu après 20 h, une Toyota Avensis break anthracite tente de tourner à gauche vers la Migros Saint-Paul comme l'ont fait les automobilistes lors des accidents du 5 août et du 4 septembre. La voiture est frappée par la rame automotrice RBe 4/8 42 et traînée sur une vingtaine de mètres. L'accident ne fait pas de blessés mais entraîne une interruption de la circulation entre la gare du Flon et la halte de Montétan.
Le 25 décembre 2013, un accident entre une rame du LEB et une voiture se produit à l'avenue d'Échallens, malgré le déplacement d'îlots et la signalisation routière renforcée. Il n'y a que des dégâts matériels.
En résumé, entre les années 2010 et 2013, il y a eu un total de 70 accidents de la circulation sur l'avenue d'Échallens, dont 13 impliquant le chemin de fer Lausanne-Échallens-Bercher, soit 19 % des accidents sur cette avenue. Parmi ces 13 accidents, 7 ont eu lieu en 2013 dont 3 depuis l'introduction du service toutes les quinze minutes entre Lausanne et Cheseaux-sur-Lausanne le 26 août. Lors des sept accidents, le train circulait en direction de Bercher. Quatre impliquent un accident entre le train et une voiture et trois entre le train et un piéton. Parmi les accidents train-voiture, trois sont dus à un mouvement interdit des automobilistes tentant de tourner à gauche dans la contre-allée de la Migros Saint-Paul et le quatrième est dû à une voiture provenant de la rue de Strasbourg tournant trop largement sur les voies. Concernant les accidents train-piéton, deux ont lieu dans la même région où ont eu lieu ceux impliquant les voitures, c'est-à-dire entre l'avenue d'Échallens no 56 et 59 et le troisième a eu lieu après la halte de Montétan, près du no 121.
Afin d'éviter de tels accidents plusieurs mesures sont prises.
Le 7 mai 2007, Olivier Français explique une première solution temporaire consistant à renforcer le marquage au sol et poser des barrières le long du trottoir jouxtant la ligne afin d'empêcher les piétons de traverser n'importe où. Le marquage au sol est apposé en 2008 entre la sortie de la trémie de Chauderon et la halte de Montétan et étendu en 2013 jusqu'à la gare d'Union-Prilly. Les barrières le long du trottoir sont, quant à elles, posées en 2009. En 2010, une interdiction d'obliquer à gauche dans les contre-allées pour les véhicules provenant de Lausanne est installée et en 2011 l'éclairage public est renforcé sur ce tronçon. Cette série de mesures appliquées rend le tronçon conforme à la législation en vigueur.
Une solution à plus long terme consiste à prolonger le tronçon souterrain depuis la Chauderon jusqu'à la gare d'Union-Prilly. Ce projet semble se concrétiser, les communes du schéma directeur du nord lausannois ayant toutes donné leur accord pour étudier cette solution.
À la suite de l'accident mortel du 18 octobre 2013, les démarches en faveur de la solution pour le tunnel prennent une tournure concrète sur décision de la conseillère d'État Nuria Gorrite. Un budget de 4 millions de francs est voté pour l'étude de la réalisation dudit tunnel. L'accident est remonté jusqu'à l'OFT qui mandante le SESA d'établir un rapport complet afin d'éviter la répétition d'une telle tragédie.
En attendant, c'est la ville de Lausanne qui s'occupe de prendre des mesures pour sécuriser le tronçon. À ce propos, dans un communiqué du 5 novembre 2013, le municipal chargé de la mobilité de la ville de Lausanne, Olivier Français, annonce les mesures qui vont être prises. Il s'agit de renforcer la signalisation routière ainsi que les contrôles de police, et aussi de déplacer les îlots des passages piétons, actuellement au centre de la route, au bord de la voie du train.
Ces mesures doivent être mises en application avant Noël 2013 et devraient coûter entre 120 000 et 150 000 CHF. Puis, au début de l'année 2014, un second aménagement consiste à placer des feux de circulation aux passages piétons qui traversent la voie de chemin de fer.
Néanmoins, cette étape n'arrive que dans un second temps car elle nécessite une autorisation de la part de l'Office fédéral des transports et une adaptation du régime d'exploitation de la ligne de train ainsi qu'une formation du personnel de conduite du LEB, bien qu'aucune modification de l'infrastructure ferroviaire ne soit nécessaire. Les coûts sont estimés entre 1,5 et 2 millions de francs,.
Le 8 avril 2014, la ville de Lausanne, les transports publics de la région lausannoise et la compagnie du chemin de fer Lausanne-Échallens-Bercher annoncent conjointement la réalisation de dix sondages sous l'avenue d'Échallens effectués durant le mois d'avril et début mai 2014 afin d'analyser le sol dans le but de construire le tunnel reliant la gare de Chauderon à celle d'Union-Prilly.
Ces sondages ont permis de réaliser un avant-projet qui a été soumis en octobre 2014 à l'Office fédéral des transports. Cet avant-projet de tunnel comporte un raccordement depuis la gare de Chauderon long de 104 m au tunnel principal long de 1 320 m. Ce tunnel ne suivra pas l'avenue d'Échallens, car les sondages ont révélé un sol trop meuble. Aussi, le tunnel passera sous le petit parc de Montétan et l'hôpital de l'enfance. Ceci aurait pour conséquence la suppression de la halte de Montétan, dont la perte de desserte par le train sera compensée par celle des bus à haut niveau de service. Le tunnel principal se terminera par une trémie de 235 m le reliant à la gare d'Union-Prilly. Dans cet avant-projet, les coûts des travaux sont estimés à 145 millions de francs et ils devraient durer deux ans. Le tunnel serait alors en service en 2020.
En dépit de tous les projets mis en avant et en cours de réalisation et une année 2014 relativement calme concernant les accidents, le trafic ferroviaire et routier continue sur la ligne et ces derniers se poursuivent. Le 12 février 2015 vers 20 h 40, l'automotrice RBe 4/8 no 46, arrivant depuis la trémie de Chauderon, percute le trolleybus no 783 des TL arrêté à la hauteur de l'arrêt de bus Saint-Paul sur les voies après avoir tenté un freinage d'urgence et glissé sur les rails. L'impact arrache l'attelage de la remorque du bus. L'accident fait trois blessés légers et la circulation, tant ferroviaire que routière, est interrompue durant près d'une heure,.
Sept mois plus tard, le 4 septembre 2015 à 17 h 40, la même automotrice, se dirigeant en direction de Bercher, heurte frontalement le trolleybus TL no 773 roulant en direction de Lutry. L'accident se produit à la hauteur du no 53 de l'avenue d'Échallens. Les deux véhicules accidentés sont hors d'usage. Huit personnes sont blessées dont trois requièrent une hospitalisation urgente. Ils pourront quitter l'hôpital le lendemain. Le trafic ferroviaire et routier est interrompu jusqu'à 21 h. Les TL prennent alors la décision de ne plus desservir par bus l'arrêt Saint-Paul jusqu'à la mise en place du tunnel et des bus à haut niveau de service. Le même jour, plus tôt, à la hauteur de Romanel-sur-Lausanne, un train arrache la ligne de contact sur plusieurs mètres, forçant ainsi à mettre en place un service de substitution par bus.
Onze jours plus tard, le 15 septembre 2015 vers 16 h, une voiture grise de marque Peugeot effectue une manœuvre pour aller se parquer devant le no 55 de l'avenue d'Échallens. Elle coupe le passage au train et l'automotrice RBe 4/8 41 percute de plein fouet la voiture. Elle est traînée jusqu'à la hauteur du no 59 de l'avenue d'Échallens. Les barrières protégeant le trottoir sont arrachées par la voiture. Sous l'importante quantité de mouvement, la voiture est intégralement détruite et la conductrice doit être désincarcérée et emmenée en ambulance aux services d'hospitalisations d'urgence. Elle est la seule personne blessée dans l'accident,,.
Le 23 novembre de la même année, vers 17 h 20 l'automotrice RBe 4/8 42 qui roule en direction de Prilly percute une voiture circulant en direction de Lausanne et amorçant une manœuvre pour tourner sur l'avenue Recordon. La voiture est alors projetée sur l'autre voie de circulation, happant une cycliste sur son passage. L'une et l'autre viennent alors s'encastrer dans un trolleybus alors à l'arrêt. La cycliste est alors blessée et doit être emmenée d'urgence à l'hôpital. Les autres personnes impliquées dans l'accident ne sont pas blessées. La circulation est alors interrompue sur l'avenue d'Échallens jusqu'à 19 h 10,.
Le 11 janvier 2016 vers 17 h 35, à la hauteur du numéro 82 de l'avenue d'Échallens, l'automotrice RBe 4/8 46 qui roule en direction de Prilly percute une voiture circulant dans la même direction et ayant entrepris de tourner subitement sur les voies. Le conducteur de l'automobile est légèrement blessé au bras à la suite du choc et la voiture est projetée de l'autre côté de la chaussée. La circulation ferroviaire et routière est rétablie le jour même vers 18 h 29,.
Le 14 septembre 2016 vers 17 h 31, à la hauteur du numéro 57 de l'avenue d'Échallens, la voiture pilote Bt 151 en tête d'une composition poussée par l'automotrice Be 4/4 27 qui roule en direction de Prilly se fait percuter par une automobile break grise circulant dans la même direction et ayant entrepris de tourner sur les voies. L'automobile occupée par une femme et plusieurs enfants heurte le marche-pied et les portes avant de la voiture pilote. Elle est traînée sur une dizaine de mètres avant de perdre son pare-chocs avant. L'accident ne fait aucun blessé mais immobilise la circulation sur l'avenue pendant deux heures environ,.
Le 13 décembre 2016 vers 16 h, à la hauteur du numéro 53 de l'avenue d'Échallens, une Fiat 500 blanche est heurtée sur l'avant gauche par la rame Be 4/8 no 34. La voiture a amorcé un virage à gauche alors même que le train arrivait dans la même direction. Le mécanicien de locomotive a amorcé un freinage d'urgence qui n'a pas permis d'éviter le choc.
En mars 2017, la date de début des travaux du tunnelde 1,7 km de long est fixée pour l'été 2017, pour une ouverture toujours prévue pour 2020, et un coût estimé à 136 millions de francs,. L'OFT a validé le projet, et en mai 2017 le Grand Conseil vote lui aussi en faveur, permettant de démarrer le chantier à l'été comme prévu. La Confédération finance les travaux à hauteur de 90 millions de francs, le canton subventionne à fonds perdu la compagnie à hauteur de 23,8 millions plus un prêt à 22 millions.
Le 6 avril 2017 vers 17 h 30, une Honda Jazz grise oblique sur les voies en même temps qu'une composition circule sur ces dernières en direction de Cheseaux. Le mécanicien de locomotive a entamé immédiatement un freinage d'urgence, mais en raison d'une distance trop courte, la voiture est frappée par la voiture pilote Bt 152. L'accident ne fait pas de blessés, mais provoque une interruption d'une heure de la circulation ferroviaire entre la gare de Lausanne-Flon et la halte de Montétan,.
Le 21 juin 2017, une femme traversant la chaussée et la voie de chemin de fer est frappée aux jambes et à la tête par l'automotrice RBe 4/8 no 44 et se retrouve projetée au sol. Elle souffre alors d'abondants saignements et est prise en charge par une unité d'intervention d'urgentistes permettant de ne pas engager son pronostic vital. La circulation ferroviaire est interrompue de 10 h à 11 h avant de reprendre le service ordinaire. Cet accident survient sept jours après qu'un recours contre le tunnel soit déposé par le propriétaire d'un immeuble de l'avenue d'Échallens, au motif selon lui que le nombre d'accidents est en baisse et que le tunnel ne serait ainsi pas urgent, empêchant de lancer les travaux le 3 juillet comme prévu,. Toutefois, le 13 juillet suivant, le tribunal administratif fédéral déboute le propriétaire et lève l'effet suspensif du recours au nom de l'intérêt général, en rappelant les nombreux accidents parfois mortels et le risque que le chantier se déroule en même temps que plusieurs autres, dont le nouveau tramway, créant ainsi une congestion important du trafic automobile. Le chantier débute à la mi-août. Le nouveau tunnel sera notamment raccordé au tunnel allant jusqu'à l'usine de traitement des déchets Tridel afin que l'évacuation des gravats se fasse par ce dernier, ils transiteront d'un tunnel à l'autre par une bande transporteuse.
Depuis le 15 mai 2022, avec l'ouverture du nouveau tunnel, la ligne circule en souterrain entre Lausanne-Flon et Union-Prilly, et ne parcourt plus l'Avenue d'Échallens.

### Déclivités
La dénivellation est relativement faible et permet de rester en adhérence sur l'ensemble de la ligne. Toutefois, elle comporte trois rampes importantes. La première, d'une déclivité de 60 ‰ et longue de 400 m, se situe de la sortie de la gare de Lausanne-Chauderon jusqu'à l'extrémité de la trémie débouchant sur l'avenue d'Échallens. Il s'agit de la plus forte sur toute la ligne. La deuxième, d'une déclivité de 35 ‰ et longue de 900 m, se situe de la sortie de la gare d'Union-Prilly jusqu'à celle de Cery − Fleur-de-Lys. Finalement, la troisième et dernière, d'une déclivité de 40 ‰ et longue de 600 m, se situe de la sortie de la gare de Jouxtens-Mézery jusqu'à la halte du Lussex.
Avant 1935, la traction des trains était assurée par la vapeur. Étant donné qu'une locomotive à vapeur peine à démarrer sur une rampe, toutes les haltes et gares ont été construites en palier. Cela provoque des sauts dans la déclivité des rampes, ces plats ont été supprimés au fur et à mesure des travaux de réfection de la voie après l'électrification de la ligne.
Ainsi, la gare de Jouxtens-Mézery est actuellement à la même hauteur que la route cantonale, ce qui n'était pas le cas à l'époque de la traction à vapeur. Ainsi du fait de ces corrections, il n'est plus possible pour la compagnie de faire circuler des trains à vapeur entre Lausanne-Flon et Cheseaux. C'est pourquoi tous les trajets de trains touristiques s'arrêtent aujourd'hui à la gare de Cheseaux.
Il existe toutefois quelques exceptions notoires dont l'ECA qui a commandé un train à vapeur au départ de la gare de Romanel-sur-Lausanne pour inaugurer son nouveau bâtiment dans le village du même nom.

### Cours d'eau
La ligne du LEB croise plusieurs cours d'eau, le premier étant le Flon. La rivière n'est toutefois pas visible, car son cours d'eau est canalisé et souterrain dans l'agglomération de la ville de Lausanne. Le petit ruisseau de Broye est ensuite traversé à la hauteur de Cery − Fleur-de-Lys. Après la gare de Romanel, la ligne passe par-dessus la Pétause qui est alors canalisée et souterraine. Le prochain cours d'eau important traversé par un pont construit en avril 2001 est la Mèbre. Juste après la halte Les Ripes, la ligne passe par-dessus un petit ruisseau canalisé et souterrain, affluent de la Petite Chamberonne. Le Bullet est traversé entre Étagnières et Assens à côté du lieu-dit Rebaude. Il s'agit d'un affluent de la Mortigue, qui la rejoint au lieu-dit en Ren. À Échallens, entre Sur Roche et le Grésaley, un pont passe au-dessus du Talent. À la sortie d'Échallens, au Tabousset, la ligne passe par-dessus un petit ruisseau canalisé et souterrain, affluent du Talent. Finalement, le dernier cours d'eau traversé par la ligne est le Sauteru juste avant Sugnens à la hauteur du refuge Les Prilles.

### Ponts
La ligne totalise sept ponts. Le premier se situe juste après la station de Cery − Fleur-de-Lys. C'est un viaduc qui passe au-dessus de la route cantonale et le ruisseau de Broye. Le deuxième se trouve avant la station du Lussex. Il passe au-dessus de l'autoroute A9. Le troisième, nommé pont de la Mèbre, se trouve entre la station de halte de Bel-Air et la gare de Cheseaux. Il totalise une longueur de 120 m, ce qui en fait le plus long de la ligne. Il subit ses premiers essais de charge le 22 octobre 1999. Le coût de sa construction avoisine les 2 millions de francs. Il passe au-dessus de la route de contournement de Cheseaux ainsi que de la Mèbre comme dit ci-dessus. Le quatrième pont suit immédiatement le précédent et permet l'arrivée en gare de Cheseaux. Le cinquième se trouve à la sortie de Cheseaux juste avant la halte des Ripes. Il évite la route menant à Morrens. Le sixième pont se trouve juste après la gare d'Assens. Il passe au-dessus de la route qui mène à Bioley-Orjulaz. Le septième et dernier pont se trouve à Échallens pour traverser le Talent entre Sur Roche et le Grésaley comme dit ci-dessus.